# Jakobey Károly
Jakobey Károly (Kula, 1826. augusztus 17. – Budapest, 1891. július 14.) magyar festő.

## Élete
Az Első Magyar Festészeti Akadémián tanult Marastoni Jakab keze alatt, majd 1845-ben a bécsi akadémiára ment, ezután pedig Ferdinand Georg Waldmüller szabadiskolájába járt. 1850 körül költözött Pestre, a Pesti Műegylet tárlatain rendszeresen szerepelt alkotásaival. Munkái között megtalálhatóak történelmi arcképek, megrendelésre készített portrék, állatábrázolások, allegorikus- és tájképek, csendéletek, valamint népies és humoros-anekdotikus művek. Számtalan oltár- és falképet készített egyházi megrendelésre, ami tovább öregbítette hírnevét. Egyik alapító tagja volt az 1861-ben alakult Országos Magyar Képzőművészeti Társulatnak egészen haláláig. Jelentősebb portréi: a szabadságharcban részt vett Muraközy János honvéd (1850), Nagy Ignác író (1854), Liszt Ferenc (1859), gróf Széchenyi István (1860) és gróf Károlyi Lajos (1864) arcképe. Romantikus táj híddal, Tájkép romokkal című képeit, valamint felesége (a későbbi Lotz Károlyné) arcképét a Magyar Nemzeti Galéria őrzi.

## Családja
1861. május 6-tól a felesége Ónody Anna volt. 1885-ben az asszony Lotz Károly festőművész élettársa lett, ám a tényleges válásra csak 1890-ben került sor. Lotz azután a nőt feleségül vette, s gyermekeit adoptálta.
Gyermekei
- Ilona
- Viktor
- Kornélia

## Galéria

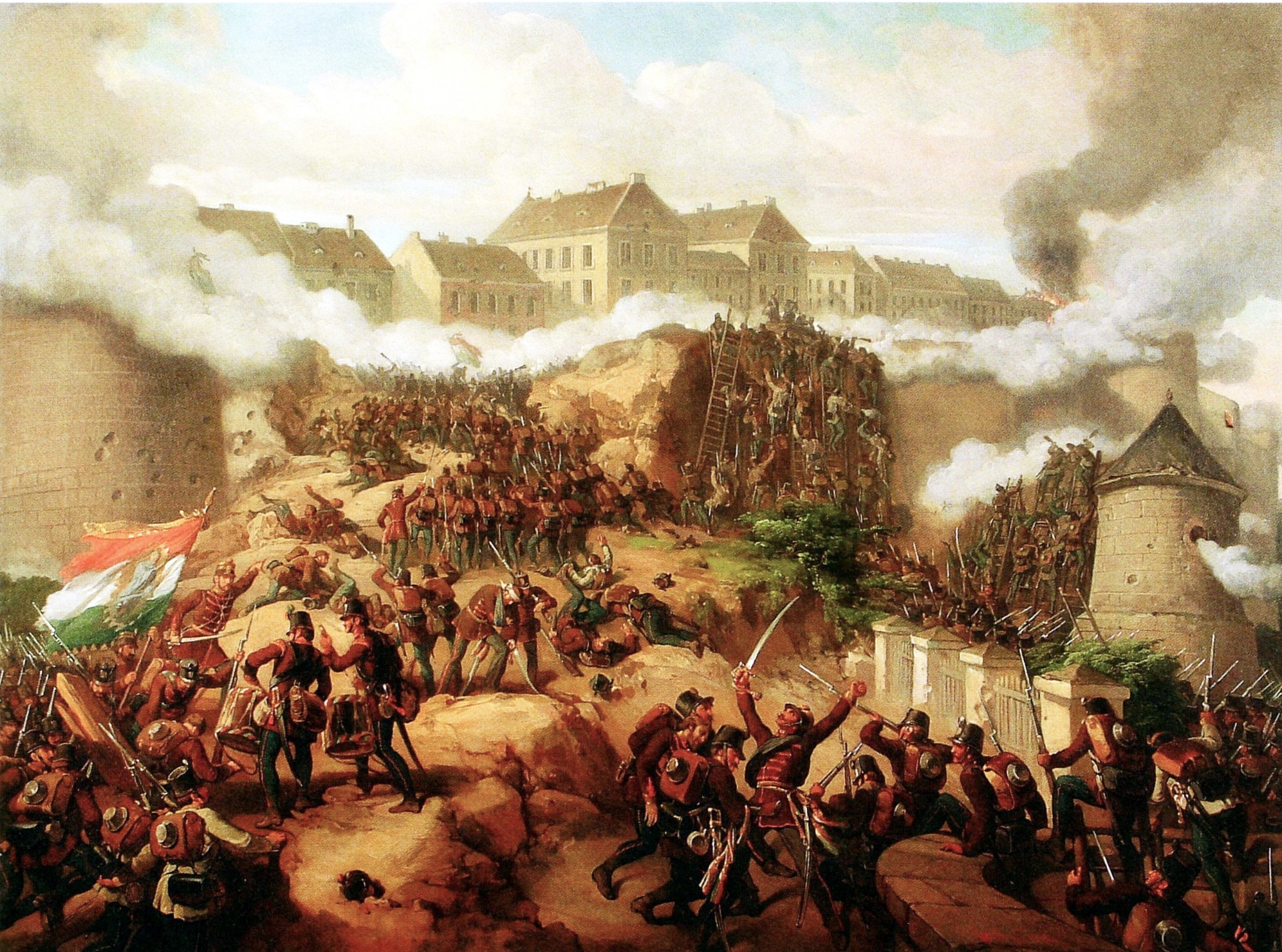
Buda ostroma
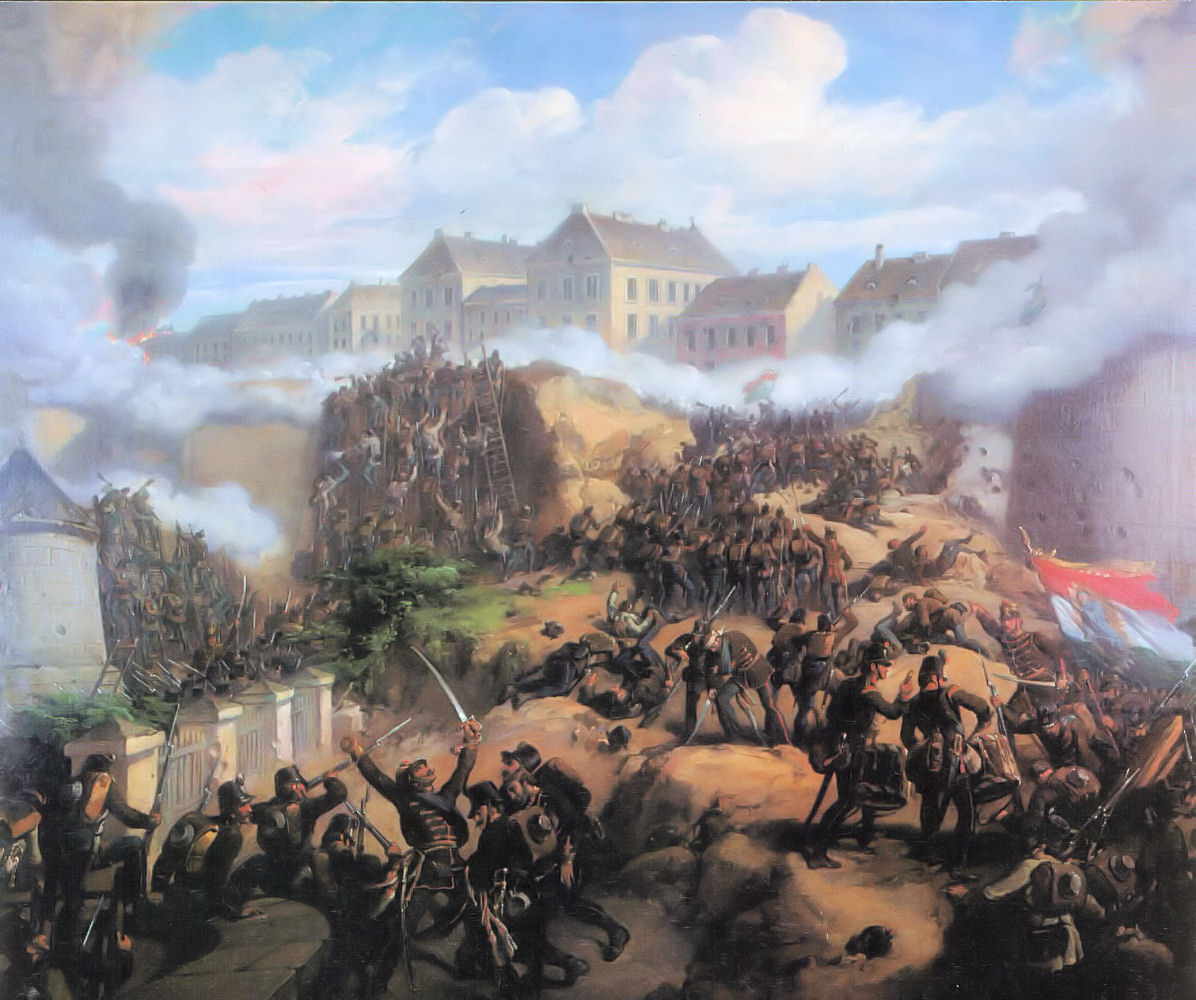
Buda bevétele
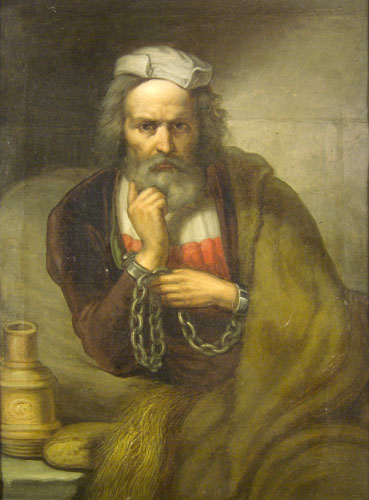
Táncsics Mihály
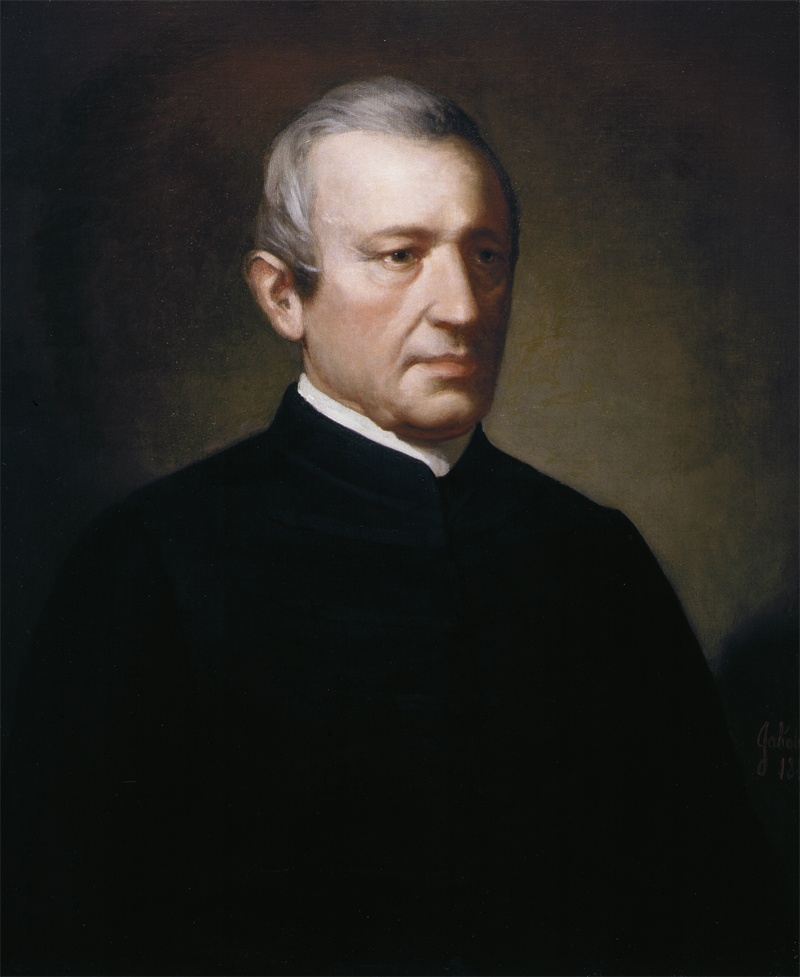
Czuczor Gergely
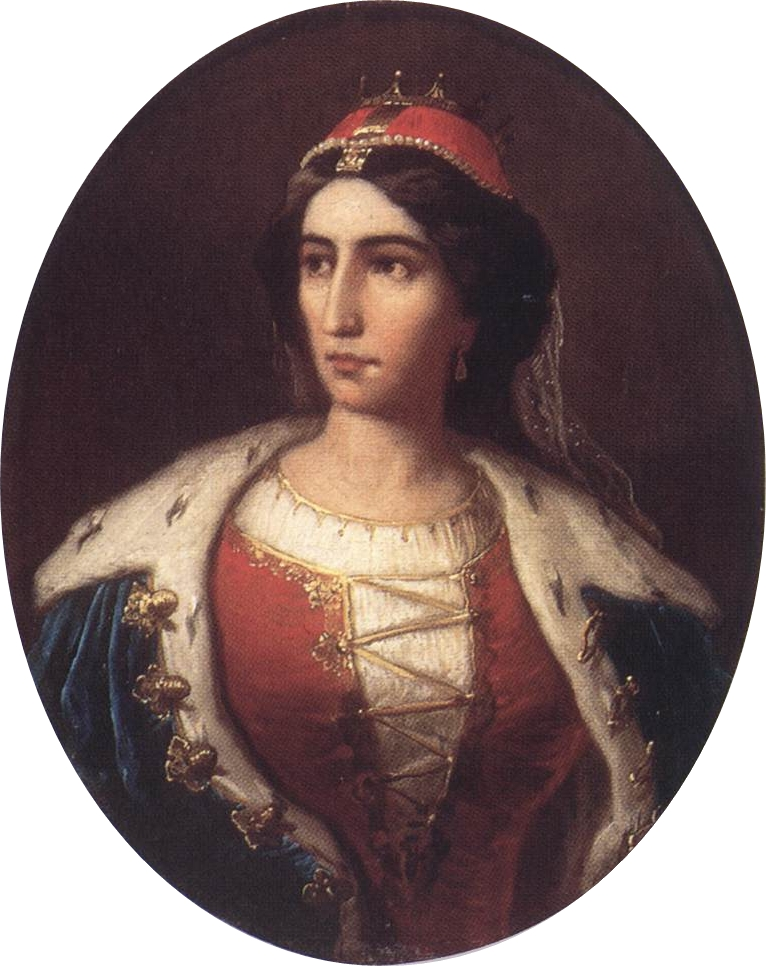
Zrínyi Ilona
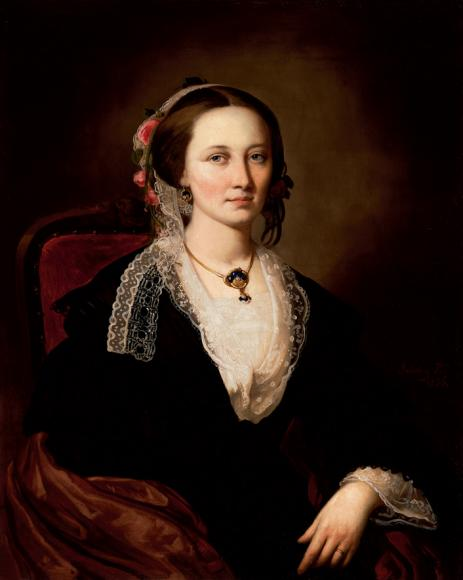
Felesége, Ónody Anna